# 箕面市
箕面市（日语：／ Minoh shi */?）是位于日本大阪府北部的城市。轄區中部及北部為山區，占了全市面積的三分之二，僅南部為平原，主要市區也位於此。

## 人口
| 箕面市人口分布圖 |                                               |  |
| 箕面市與日本全國年齡別人口分布比較圖 （2005年資料） | 箕面市的年齡、男女別人口分布圖 （2005年資料） |  |
| ■紫色是箕面市 ■綠色是全国 | ■藍色是男性 ■紅色是女性                       |  |
| 箕面市人口變化 \| 1970年 \| 57,414人 \| \| \| 1975年 \| 79,621人 \| \| \| 1980年 \| 104,112人 \| \| \| 1985年 \| 114,770人 \| \| \| 1990年 \| 122,120人 \| \| \| 1995年 \| 127,542人 \| \| \| 2000年 \| 124,898人 \| \| \| 2005年 \| 127,135人 \| \| \| 2010年 \| 129,895人 \| \| \| 2015年 \| 133,411人 \| \| \| 2020年 \| 136,868人 \| \| |                                               |  |
| 資料來源：日本總務省統計中心提供之人口普查數據 |                                               |  |
| 1970年 | 57,414人                                      |  |
| 1975年 | 79,621人                                      |  |
| 1980年 | 104,112人                                     |  |
| 1985年 | 114,770人                                     |  |
| 1990年 | 122,120人                                     |  |
| 1995年 | 127,542人                                     |  |
| 2000年 | 124,898人                                     |  |
| 2005年 | 127,135人                                     |  |
| 2010年 | 129,895人                                     |  |
| 2015年 | 133,411人                                     |  |
| 2020年 | 136,868人                                     |  |

## 歷史
現在的箕面市大部分區域過去在令制國時代屬於攝津國豐島郡，東南部屬於岛下郡；8世紀後設立的山陽道通過南部的平原區域，在現在的萱野地區設有「草野站」、箕面地區「豐島牧」。
在江戶時代大部分區域為幕府直屬或旗本的領地，也有少部分區域屬於岡田藩、岡部藩和高槻藩。
19世紀末明治維新後，這些區域曾先後隸屬大坂裁判所司農局、大阪府司農局、大阪府北司農局、攝津縣、豐崎縣、兵庫縣、半原縣、岡田縣、高槻縣，直到1871年的第一府縣整併中才全數隸屬大阪府。
1889年實施町村制，現在的箕面市在當時分屬止止呂美村、箕面村、萱野村、豐川村4個行政區劃；箕面村在1948年改制為箕面町後，同年又立刻併入了萱野村和止止呂美村，1956年再併入豐川村，同時升格為箕面市，不過數天後原屬豐川村東部的區域又劃出改併入茨木市，此後箕面市的轄區不再變動。
源於美國之甜甜圈連鎖店Mister Donut在1971年進入日本市場時，在全日本開出的第一家直營店即位於箕面市的箕面車站附近。
1999年，礦物學者在箕面山旁的平尾礦山發現新的礦石並經過國際礦物學協會的認定，命名為大阪石，2013年又繼續發現新礦石箕面石。

### 變遷表
| 1889年4月1日              | 1889年 - 1912年 | 1912年 - 1944年 | 1945年 - 1954年           | 1955年 - 1988年                            | 1955年 - 1988年 | 1989年 - 现在 | 现在   |
| ------------------------- | --------------- | --------------- | ------------------------- | ------------------------------------------ | --------------- | ------------- | ------ |
| 箕面村                    | 箕面村          | 箕面村          | 1948年1月1日 改制為箕面町 | 1956年12月1日 豐川村併入，同日改制為箕面市 | 箕面市          | 箕面市        | 箕面市 |
| 萱野村                    | 萱野村          | 萱野村          | 1948年8月1日 併入箕面町   | 1956年12月1日 豐川村併入，同日改制為箕面市 | 箕面市          | 箕面市        | 箕面市 |
| 止止吕美村                |                 |                 | 1948年8月1日 併入箕面町   | 1956年12月1日 豐川村併入，同日改制為箕面市 | 箕面市          | 箕面市        | 箕面市 |
| 豐川村                    |                 |                 |                           | 1956年12月1日 豐川村併入，同日改制為箕面市 |                 |               |        |
| 1956年12月25日 併入茨木市 |                 |                 |                           | 1956年12月1日 豐川村併入，同日改制為箕面市 |                 |               |        |

## 行政

### 歷任市長
| 屆     | 姓名       | 上任日期      | 卸任日期      | 備註                   |
| ------ | ---------- | ------------- | ------------- | ---------------------- |
| 1～3   | 若林義孝   | 1956年4月29日 | 1965年7月31日 | 任期內辭職             |
| 4～5   | 黑山宣雄   | 1965年9月12日 | 1973年9月11日 |                        |
| 6～10  | 中井武兵衛 | 1973年9月12日 | 1993年9月11日 |                        |
| 11～12 | 橋本卓     | 1993年9月12日 | 2000年7月31日 | 任內因健康因素辭職     |
| 13     | 梶田功     | 2000年8月27日 | 2004年8月26日 |                        |
| 14     | 藤澤純一   | 2004年8月27日 | 2008年8月26日 |                        |
| 15～17 | 倉田哲郎   | 2008年8月27日 | 2020年8月26日 |                        |
| 18     | 上島一彥   | 2020年8月27日 | 2024年8月26日 |                        |
| 19     | 原田亮     | 2024年8月27日 | 現任          | 於選舉擊敗原任市長當選 |

## 交通
位於西南部的主要市區有阪急電鐵箕面線，有部分列車可直接經寶塚本線通往大阪市區。東南部的栗生地區則有大阪高速鐵道國際文化公園都市單軌電車線從東側與茨木市的交界處通過，雖然轄內沒有設車站，但豐川車站和彩都西車站都是緊臨著兩市邊界。
北大阪急行電鐵的南北線則是自豐中市的千里中央車站往北延伸進箕面市萱野地區。
公路方面在轄區北部山區有新名神高速道路通過，並設有箕面止止呂美交流道，可再經由箕面有料道路穿過山區抵達南部的主要市區。中國自動車道也從南側豐中市轄區內以東西向通過。
路線客運主要由阪急巴士所經營，箕面市的社區巴士也是委託給阪急巴士，不過阪急巴士並未在箕面市內設置營業所，因此轄內的路線是分別由周邊的石橋營業所、茨木營業所、豐能營業所、千里營業所所負責。

### 鐵路
阪急電鐵
- 箕面線：（池田市） - 櫻井站 - 牧落站 - 箕面站

北大阪急行電鐵
- 南北線：（豐中市） - 箕面船場阪大前站 - 箕面萱野站

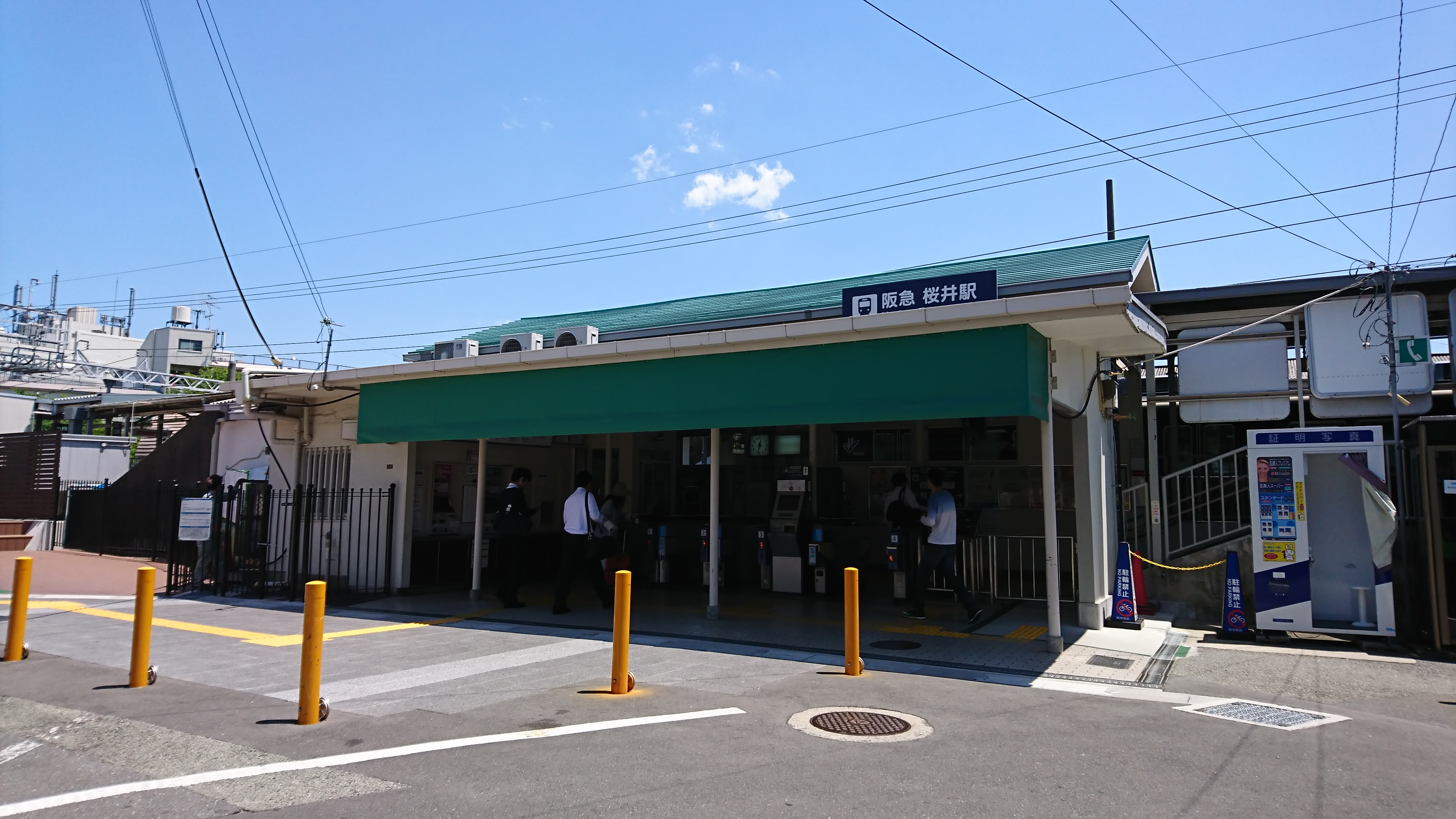
櫻井車站
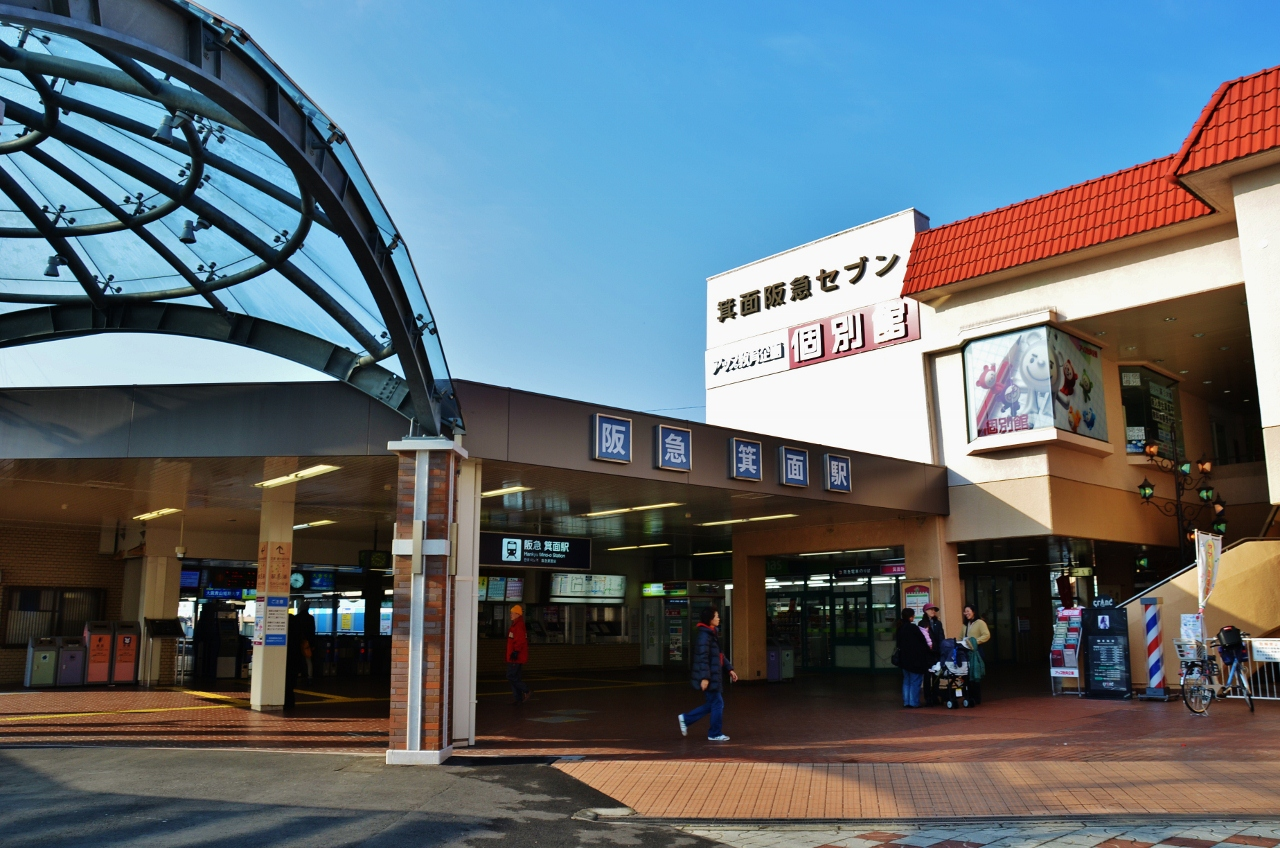
箕面車站

### 公路
高速道路
- 新名神高速道路：（茨木市） - 箕面止止呂美交流道 - （池田市）

## 觀光資源
市區北側的箕面山和周邊一帶山區在1967年被劃設為明治之森箕面國定公園，同時也是一直向東延伸到位於東京都明治之森高尾國定公園的東海自然步道在關西這端的起點；國定公園內主要景點包括箕面瀑布、超過千年歷史的瀧安寺和勝尾寺。
在箕面山周邊山區過去由於大阪市立大學的學者以投餌的方式聚集了大量的日本獼猴，因此在1955年一度以野生獼猴為主題設立了「箕面山自然動物園」，一度因為成為緊鄰市區的野生獼猴棲息地，被劃設為「箕面山日本獼猴棲息地」，但隨著猴群的規模由90隻成長到超過650隻以後，猴群逐漸開始騷擾觀光客，破壞農作，甚至進入市區民宅，因此在1977年決定改變政策，關閉「箕面山自然動物園」，讓山區回復自然。

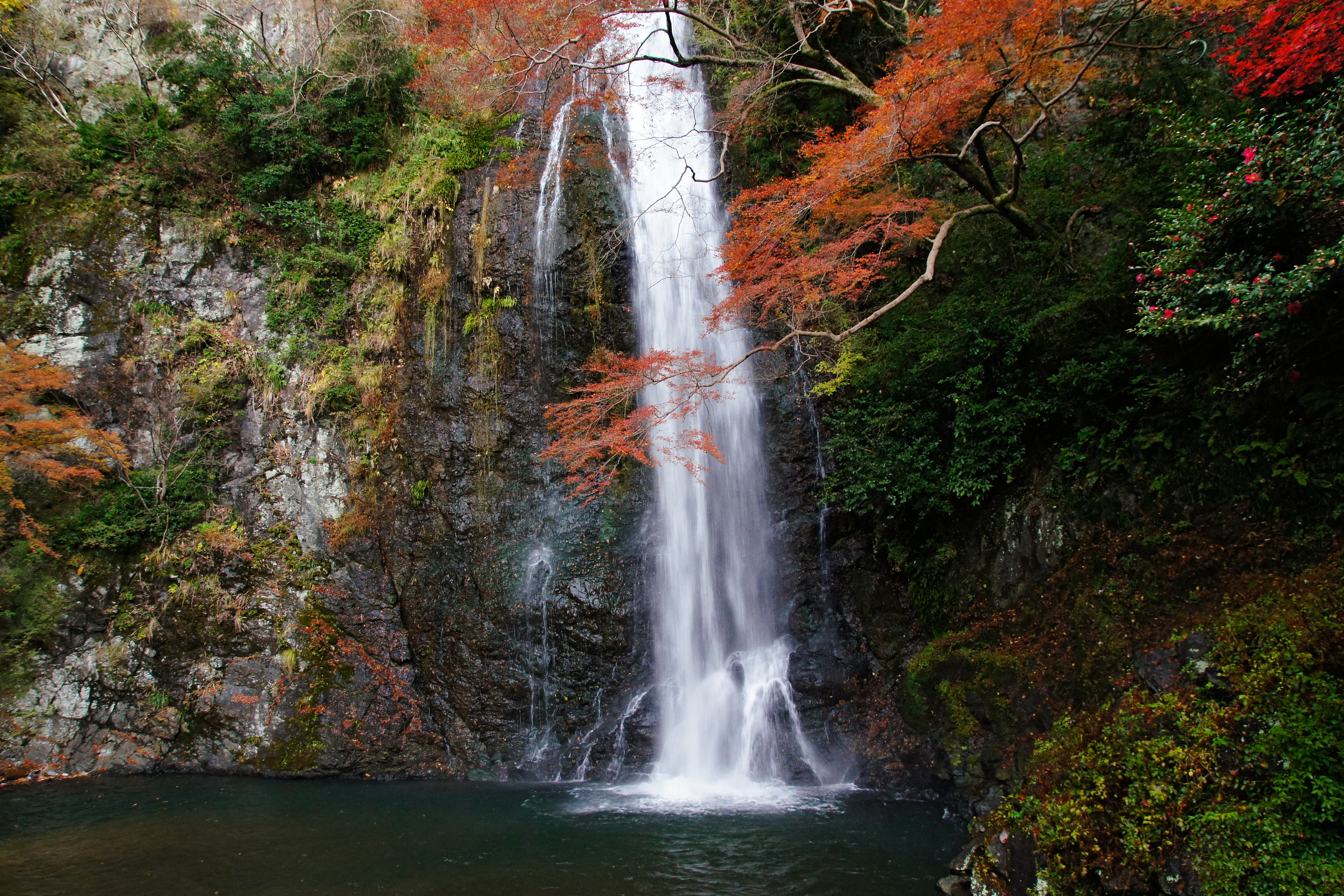
箕面瀑布（日语：箕面滝）
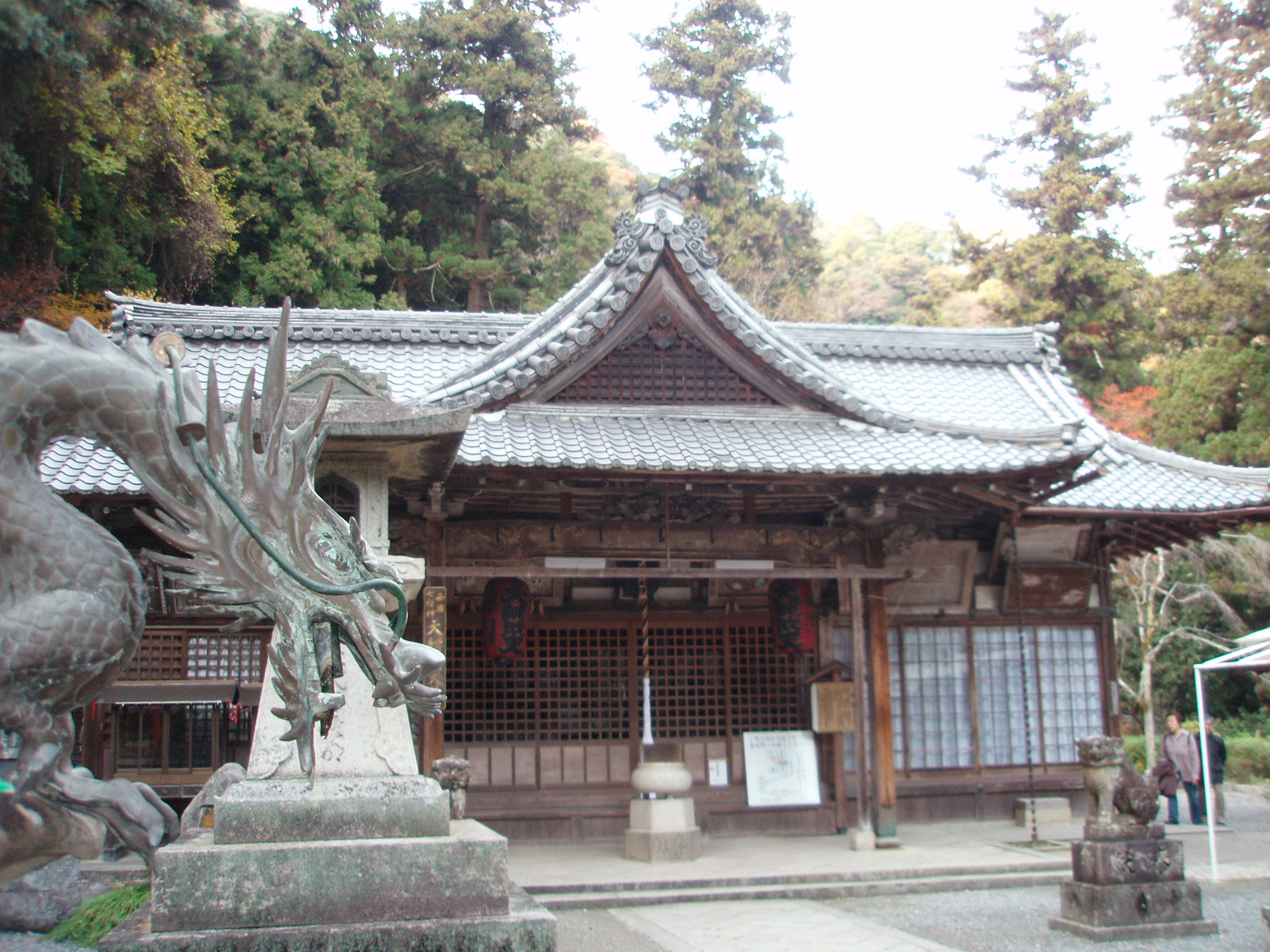
瀧安寺（日语：瀧安寺）本堂
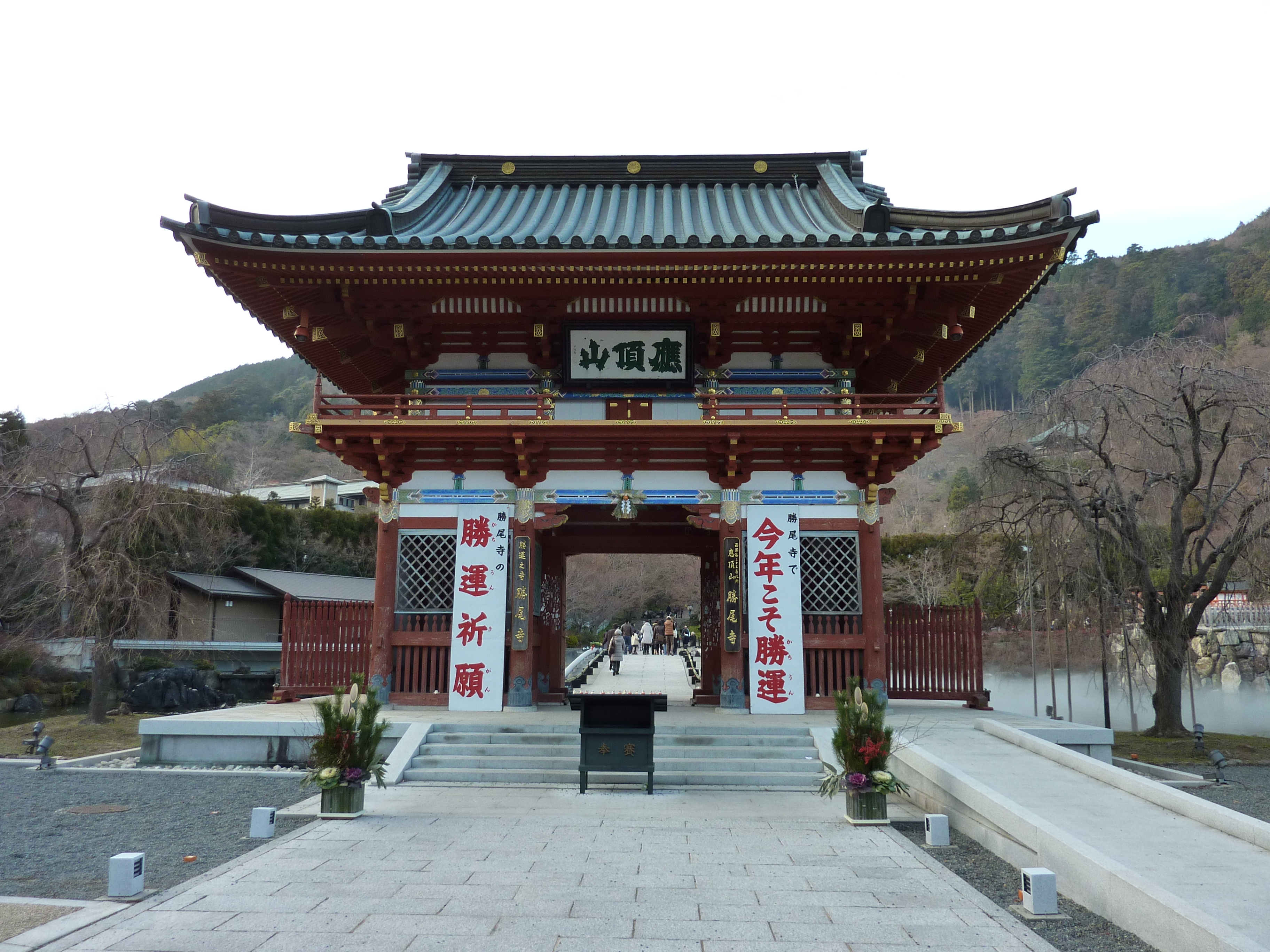
勝尾寺山門

## 教育

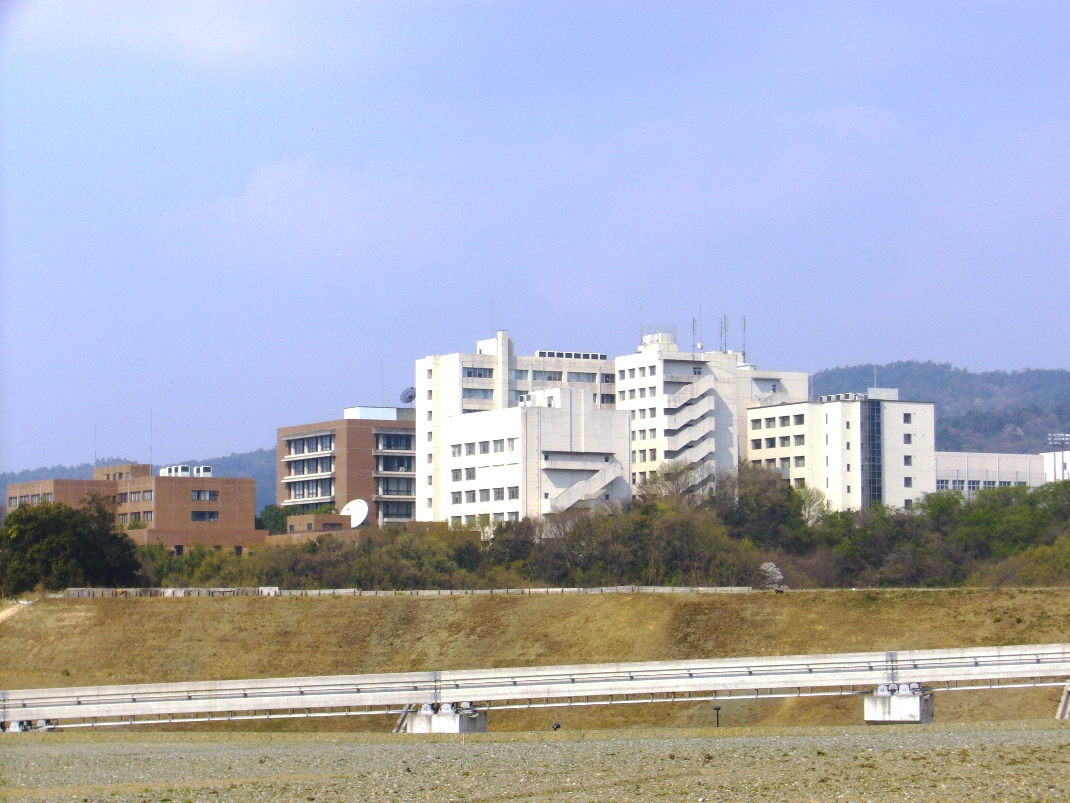
大阪大學箕面校區

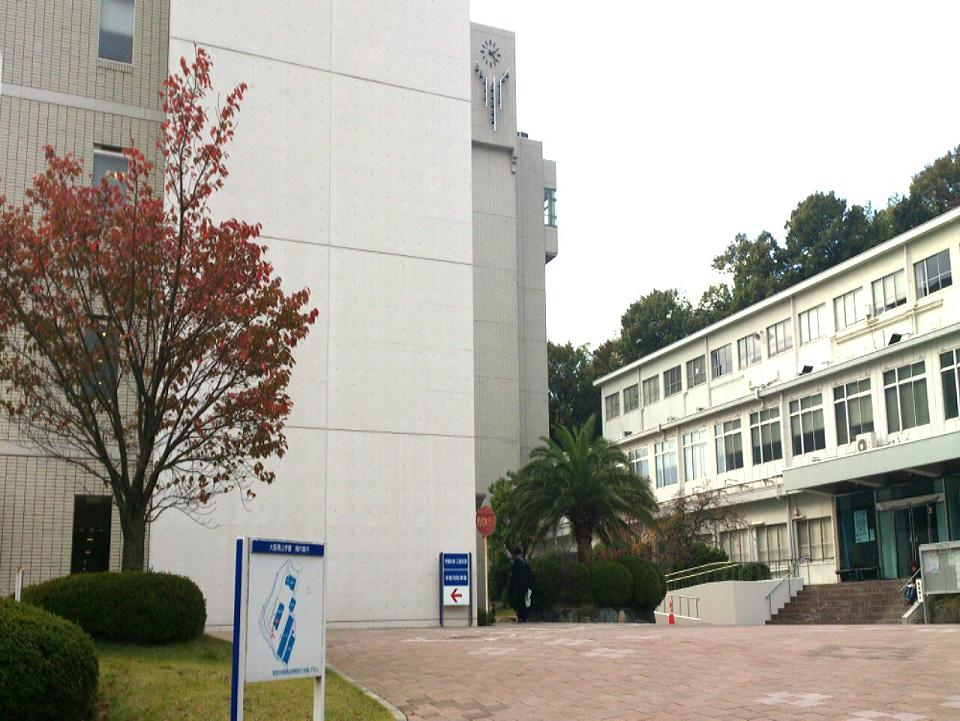
大阪青山大學箕面校區

轄內的高等教育學校包括大阪大學箕面校區和大阪青山大學箕面校區，大阪大學箕面校區過去原本是大阪外國語大學，2007年大阪外國語大學併入大阪大學後，成為大阪大學的外國語學部。

## 姊妹、友好城市

### 日本
- 常滑市（愛知縣）
兩地於1997年3月27日締結災害時相互支援協定。

### 海外
- 下哈特（紐西蘭惠灵顿大区）
兩地於1995年7月16日締結為協力都市。
- 庫埃納瓦卡（墨西哥莫雷洛斯州）
兩地於2003年10月12日締結為友好都市。

## 本地出身之名人
- 鈴木杏樹：演員
- 純名里沙：演員、配音員、歌手
- Dream Ami：歌手
- 下平匠：足球選手
- 渡部優衣：配音員、藝人、歌手
- 菅田將暉：演員
- 龜川諒史：足球選手
- 田尻健（日语：田尻健）：足球選手

## 外部連結
- （日語）箕面營業室的X（前Twitter）
- （日語） 箕面 Blog （页面存档备份，存于）
- （日語） 部長 Blog @ 箕面市役所 （页面存档备份，存于）